# Aarão Ben-Natan
Aarão Ben-Natan foi um rabino russo, autor do Báculo de Aron (comentário do Talmude). Escreveu também uma novela sobre o Talmude e explicação de todo o Pentateuco.